# Джані-Мухаммад
Джані-Мухаммад (д/н– 21 грудня 1603) — 1-й володар Бухарського ханства у 1601—1603 роках. Відомий також як Джанібек-султан.

## Життєпис
Походив з роду Аштарханідів, гілки Тука-Тимуридів. Старший син Яр-Мухаммада і Масуми-султан-ханум (доньки Іскандер-хана). Протягом 1580—1590-х років брав участь у військових кампаніях проти персів. 1598 року брав участь убитві біля Герату, де Аштарханіди зазнали поразки відперського в ійська. За цим перебрався до Балху, звідки 1599 року рушив до Самарканду, який отримав його брат Бакі-Мухаммад від Пірмухаммед-хана II.
1601 року після перемоги у битві біля Самарканду проти Пірмухаммед-хана II владу Шейбанідів було повалено. Спочатку планувалося оголосити новим правителем батька Джані-Мухаммада, але відмовивсявід трону на користь останнього.
Джані-Мухаммад вирішив залишатися у Самарканді. Його син Бакі-Мухаммад отримав Бухару, інший — Валі-Мухаммад — у Сіяхджард, брат Аббас-султан — Кеш, онук Надир-Мухаммад — область Сагардж. Монети з ім'ям Джані-Мухаммада стали карбуватися монетними дворами у Бухарі, Самарканді та Шаші.
За цим хан відправив синів Бакі-Мухаммада і Валі-Мухаммада придушити спроти синів Пірмухаммед-хана II — Мухаммад-Салім-султана, еміра Хісар-і Шадмане, та Абдаллах-султана, еміра Чаганіана. Після перемоги над ними бухарське військо рушило на Балх, де на той час отобарилися перси. При підході до міста тут сплахнув заколот прихильників Шейбанідів. Цим скористалися Бакі-Мухаммад і Валі-Мухаммад, які без бою зайняли Балх. Потім тут почали карбувати монети з іменем Джані-Мухаммада. Сам Балх було передано Валі-Мухаммаду.
У серпні 1602 року на Балх виступив перський шах Аббас I. Скориставшись затримкою останнього біля фортеці Анхуд Джані-Мухаммадз військо зібрав військо і зустрів супротивника в місцевості Пул-і Катаб, де здобув переконливу перемогу.
Наприкінці 1602 року виступив проти Баді аз-Замана, небожа Мухаммад-Хакім-мірзи, могольського субадара Кабулу. Баді зумівще раніше зайняти Кундуз, Бадахшан, Каратегін й тепер намагався захопити Балх. Навесні Джані-Мухаммад захопив Кундуз, а згодом захопив у полон Баді аз-Замана. З великими труднощами вдалося захопити Бадахшан. У грудні 1603 року Джані-Мухаммад помер. Трон перейшов до його сина Бакі-Мухаммада.

## Родина
- Дін-Мухаммад
- Бакі-Мухаммад (1579—1605),  2-й бухарський хан
- Валі-Мухаммад (д/н — 1611), 3-й бухарський хан
- Алім Мухаммад-султан
- Аджаб-ханум, дружина: 1) Абді-ходжи; 2) Абд аль-Азіз-султана
- Амма-ханум, дружина: 1) Турсун-султана; 2) Тайїб-ходжа